# Otto Hersing
Otto Hersing (Mülhausen, 30. studenoga 1885. -  Angelmodde, 1. srpnja 1960.) je bio njemački kapetan i vojni zapovjednik. Tijekom Prvog svjetskog rata zapovijedao je podmornicom U-21

## Vojna karijera
Otto Hersing je rođen 30. studenoga 1885. u Mülhausenu. U njemačku mornaricu stupio je 1903. služeći na školskom brodu Stosch. Potom se nalazi na službi na korveti Blücher, te nakon toga na topničkom trenažnom brodu Mars. Kao časnički kandidat služi na bojnom brodu SMS Kaiser Wilhelm II, da bi 1906. bio premješten na laki krstaš SMS Hamburg gdje se nalazi na službi dvije godine. Nakon toga služi godinu dana na torpednim čamcima, da bi 1909. bio promaknut u čin poručnika. Od 1911. služi kao časnik za osmatranje na zaštitnoj krstarici Hertha tijekom koje službe plovi po Sredozemnom i Karipskom moru. Prije izbijanja Prvog svjetskog rata obučava se za podmorničkog časnika, te prima svoje prvo zapovjedništvo.

## Prvi svjetski rat
Nakon početka Prvog svjetskog rata Hersing je imenovan zapovjednikom podmornice U-21 koja je imala bazu na otoku Helgoland u Sjevernom moru. Tijekom kolovoza 1914. podmornica je provodila izvidničke misije u Sjevernom moru, ali nije uspjela pronaći savezničke brodove. Hersing je potom pokušao prodrijeti u britansku mornaričku bazu Firth of Fourth, ali također nespješno. Konačno, 5. rujna 1914. kraj škotske obale opažen je laki krstaš Pathfinder koji je zbog nedostatka ugljena plovio brzinom od 5 čvorova. Hersing ga je odlučio napasti, te je prema njemu uputio samo jedan torpedo ispod komandnog mosta. Torpedo je pogodio skladište baruta, što je uzrokovalo snažnu eksploziju zbog koje je Pathfinder potonuo pri čemu su poginuo 261 mornar. To je bilo prvo potonuće modernog ratnog broda koje je uzrokovano torpedom ispaljenim s podmornice.
Dana 14. studenoga 1914. Hersing je s U-21 presreo francuski parobrod Malachite. Naredio je posadi da napusti brod, te ga je potopio. Tri dana poslije potaplja britanski teretni brod za ugljen Primo. Početkom 1915. odlikovan je Željeznim križem, te mu je naređeno da proširi njemački podmornički rat na zapadni dio britanskog otočja. Napušta Wilhelmshaven 21. siječnja, te se upućuje prema Irskom moru gdje je pokušao nespješno bombardirati aerodrom na otoku Walney. Dana 30. siječnja potapa tri trgovačka broda Ben Cruachan, Lindu Blanche i Kilcuan. Nakon toga upućuje se u Njemačku, te početkom veljače pristaje u Wilhelmshavenu.

### Sredozemno more i Dardaneli
U travnju 1915. Hersing je s podmornicom U-21 upućen u Sredozemno more kako bi pomogao Osmanskom Carstvu koje su napale britanske i francuske trupe iskrcavši se na Galipolju. Luku Kiel je napustio 25. travnja da bi nakon osamnaest dana uplovio u austrougarsku ratnu luku Kotor. Nakon tjedan dana uputio se u prema Dardanelima koje je dostigao 25. svibnja. Isti dan uočio je britanski bojni brod HMS Triumph, te ga je odlučio napasti. Uputio je prema njemu jedan torpedo koji ga je pogodio, te uzrokovao njegovo potapljanje pri čemu je poginulo 3 časnika i 75 članova posade. Nakon toga Hersing je podmornicu spustio na morsko dno gdje je čekao 28 sati nakon čega je izronio i napunio baterije. 
Dva dana nakon toga, 27. svibnja, potopio je drugi britanski bojni brod HMS Majestic. Tom prilikom uspio je izbjeći prateće brodove i zaštitne mreže koje su štitile bojni brod, te torpedom potopiti navedeni bojni brod koji je potonuo u roku od četiri minute kod rta Helles uz smrt 40 članova posade. Navedeni uspjeh natjerao je saveznike da povuku brodove s rta Helles, a Britanci su ponudili nagradu od 100.000 funti za njegovo zarobljavanje. Hersing je za svoje uspjehe 5. lipnja 1915. odlikovan ordenom Pour le Mérite, a počeli su ga nazivati nadimkom Uništavatelj bojnih brodova (Zerstörer von Schlachtschiffen). 
Idućih mjesec dana posada U-21 provela je u Konstantinopolu radi obavljanja nužnih popravaka. Nakon što su popravci završeni vratila se u Dardanele radi nove ophodnje. Tu je naišla na saveznički brod teretni brod Carthage koji je prevozio municiju te ga je potopila. Nakon toga podmornica se morala vratiti u Konstantinopol jer je udarila u protupodmorničku minu koja međutim, nije uzrokovala znatniju štetu. Potom se podmornica uputila u Crno more gdje nije imala većih uspjeha. U rujnu Hersing je otkrio da su saveznici minama i mrežama uspostavili potpunu blokadu Dardanela što je gotovo u potpunosti onemogućilo podmorničko ratovanje u tom području.
Navedeno je primoralo Hersinga da se vrati u Kotor gdje je primio naredbu da se podmornica pridruži austrougarskoj mornarici u borbi protiv talijanske. Podmornica je primljena u austrougarsku mornaricu gdje je dobila oznaku U-36, što je bilo nužno s obzirom na to da u tom vrijeme Njemačka još nije bila u ratu s Italijom. U veljači 1916. potopljen je britanski parobrod Belle of France, te potom kraj sirijske obale francuski oklopni krstaš Amiral Charner. U razdoblju od travnja do listopada 1916. podmornica U-36 je potopila više savezničkih brodova, između ostalih, britanski parobrod City of Lucknow, te tri talijanska manja broda. U prva tri dana studenoga 1916. operirajući u moru sjeverno od Sicilije potopljena su još četiri talijanska broda. Dana 23. prosinca blizu Krete, torpediran je britanski parobrod Benalder koji međutim, nije potopljen jer je uspio pobjeći te doploviti do Aleksandrije. Tijekom 1916. Hersing je s podmornicom U-36 uspio potopiti 12 brodova s ukupnom tonažom od 24.000 tona.

### Povratak u Sjeverno more
Početkom 1917. Hersing je ponovno upućen u Sjeverno more kako bi sudjelovao u njemačkom neograničenom podmorničkom ratu. Sredinom veljače, 16. i 17. veljače, presreo je i potopio dva britanska trgovačka broda i dva portugalska blizu portugalske obale. Dva dana poslije, u Biskajskom zaljevu potopio je francuski tegljač Cacique. Dana 22. veljače podmornica U-21 uplovila je u Keltsko more te je presrela i potopila nizozemski parobrod Bandoeng koji je već otprije bio oštećen u napadu druge njemačke podmornice. Tijekom tog dana Hersing je potopio šest brodova od kojih je pet bilo nizozemskih, dok je jedan bio norveški. Sedmi brod, Menado bio je ozbiljno oštećen, ali je uspio je izbjeći potapljanje. Tog dana Hersing je uspio potopiti sedam brodova koji su imali tonažu od 33.000 tona.
Nakon toga Hersing se s U-21 premjestio u Sjeverno more i norvešku obalu. Tako je 22. travnja potopio parobrode Giskö i Theodore Wiliam, da bi potom 29. i 30. travnja potopio norveški brod Askepot i rusku teglenicu Borrowdale. Istu sudbina zadesila je 6. i 8. svibnja britanske brodove Adansi i Killarney. Dana 27. lipnja potopljena je švedska pomoćna teglenica Baltic koja je prevozila drvnu građu. 
Hersingovo zapovijedanje podmornicom U-21 završeno je u rujnu 1918. kada je raspoređen kao instruktor u podmorničku navigacijsku školu u Eckernfördeu. Na navedenoj dužnosti dočekuje u završetak Prvog svjetskog rata. Tijekom rata Hersing je potopio 40 brodova s ukupnom tonažom većom od 113.000 tona,što ga je učinio jednim od najuspješnijih podmorničkih zapovjednika u ratu.

## Poslije rata
Nakon potpisivanja primirja Hersing je rukovodio povlačenjem njemačkih jedinica iz Rige. Hersinga se sumnjičilo za potapljanje njegove bivše podmornice U-21koja je u sumnjivim okolnostima potonula 22. veljače 1919. tijekom plovidbe u Veliku Britaniju gdje se formalno trebala predati. U ožujku 1920. sudjeluje u Kappovom puču usmjerenom na rušenje njemačke weimarske vlade, ali je usprkos s toga i dalje ostao u mornarici. U veljači 1922. promaknut je u čin kapetana korvete. Hesingovo vojno službovanje okončano je 1. kolovoza 1924. kada se zbog zdravstvenih problema umirovio. Sa suprugom se preselio u Rastede, mali grad u Saskoj gdje se bavio uzgojem krumpira. Godine 1932. objavio je memoare pod nazivom U-21 spašava Dardanele. Godine 1935. sa suprugom se preselio u Gremmendorf, mjesto u okrugu Münster.
Otto Hersing je nakon duge bolesti preminuo 1. srpnja 1960. u 76. godini života u Angelmoddeu gdje je i pokopan. Kompletna kolekcija njegovih zapisa i pisama čuva se u Njemačkom podmorničkom muzeju u Altenbruchu u kojemu je njemu posvećena jedna soba.

## Vanjske poveznice
(eng.) Otto Hersing na stranici Uboat.net

(njem.) Otto Hersing na stranici Deutsche-biographie.de